# LKAB
LKAB ( Luossavaara-Kiirunavaara Aktiebolag) est une compagnie minière suédoise. La compagnie extrait du minerai de fer et du minéral de mines[Quoi ?] à Kiruna (Kiirunavaara (en)) et à Malmberget dans le nord du pays. 
La compagnie a été créée en 1890 et a connu un développement important sous l'égide du groupe Gränges avant de devenir entreprise publique à 100 % en 1950. 
Le minerai de fer est transporté par la Malmbanan aux port de Narvik et au port de Luleå.
Le minerai de fer produit est principalement vendu aux aciéries d'Europe. Les autres marchés importants sont l'Afrique du Nord, le Moyen-Orient et l'Asie du Sud-Est. Les minéraux sont quant à eux principalement en Europe, mais aussi en Asie et aux États-Unis[pas clair].
LKAB emploie plus de 3 800 employés, desquels plus de 600 travaillent hors de Suède.

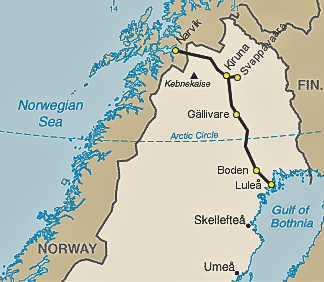
Le minerai de fer est extrait à Kiruna et Malmberget (hors de Gällivare), et apporté par rails aux ports de Luleå et de Narvik.